# Győri ETO FC
Győri ETO FC, grundad 1904, är en fotbollsklubb i Győr i Ungern. Klubben spelar säsongen 2019/2020 i den ungerska andradivisionen, Nemzeti Bajnokság II.
Győr spelade mellan 1960 och 2015 i den ungerska högstadivisionen, Nemzeti Bajnokság I. Under den perioden vann klubben ligan fyra gånger, cupen fyra gånger och supercupen en gång. Efter sin första ligatitel, 1963, kvalificerade sig Győr för Europacupen. Där tog de sig hela vägen till semifinal, bland annat efter att ha besegrat nederländska mästarna AFC DWS i kvartsfinalen. Men i semifinalen blev portugisiska Benfica med storstjärnan Eusébio för svåra och vann med totalt 5–0 över två matcher.
Efter att ha vunnit ligan så sent som säsongen 2012/2013 blev Győr 2015 tvångsnedflyttade till tredjedivisionen, då de av ekonomiska skäl inte beviljats elitlicens. Sedan säsongen 2017/2018 spelar klubben i andradivisionen.

## Meriter
- Nemzeti Bajnokság I (4): 1963, 1981/1982, 1982/1983, 2012/2013
- Ungerska cupen (4): 1965, 1966, 1967, 1978/1979
- Ungerska supercupen (1): 2013